# Île Djekman
L'île Djekman (en russe : остров Джекмана, ostrov Djekmana), est une île de l'archipel Nordenskiöld en mer de Kara, dans le kraï de Krasnoïarsk en Russie.

## Géographie
Elle se situe à 3,4 km au sud-est de l'île Hovgaard.